# 槌道明宏
槌道 明宏（つちみち あきひろ、1960年（昭和35年）6月22日 – ）は、日本の防衛官僚。石破茂首相の内閣総理大臣秘書官。
東京大学法学部卒業。大阪教育大学附属高校天王寺校舎卒業。大阪府出身。

## 経歴
大阪府出身。大阪教育大学附属高校天王寺校舎を卒業。東京大学法学部を卒業。
1985年に防衛庁へ入庁し防衛局防衛課となる。その後、1990年に長官官房総務課部員、防衛局調査第2課環境評価班部員、1992年に防衛局防衛課年度班部員、防衛局計画課計画第1班部員、1994年に防衛局運用課研究班部員、1996年、防衛局運用課研究班長、1997年、防衛局防衛政策課総括班長、1998年に防衛施設庁総務部総務課企画室長、2000年に長官官房企画官、2004年に人事教育局人事第二課長、2006年に情報本部分析部長となる。
2007年より衆議院議員である石破茂の大臣秘書官を務め、2008年に大臣官房参事官、2009年に大臣官房秘書課長、2012年に九州防衛局長、2015年に内閣官房内閣審議官、2017年に大臣官房審議官、2018年に防衛政策局長、2020年に防衛審議官となり、2022年に退官した。
2024年10月1日に石破茂が内閣総理大臣となり、内閣総理大臣秘書官に任命された。